# Conspiración Minera

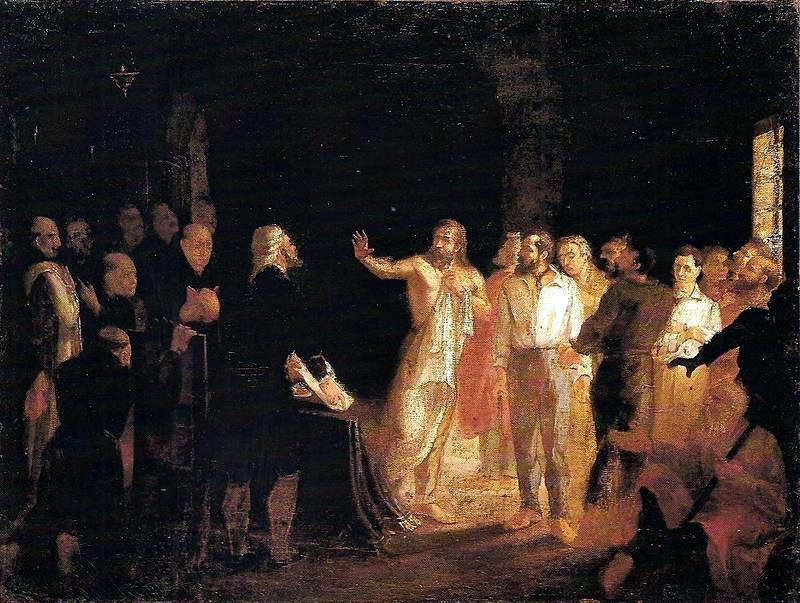
Respuesta de Joaquim José da Silva Xavier, conocido como Tiradentes, a la conmutación del castigo de los rebeldes.

La Conspiración Minera (llamada en portugués Inconfidência Mineira debido a haber ocurrido en la región de Minas Gerais) fue una conspiración ocurrida en el Brasil colonial el año 1789, dirigida a establecer la independencia de la provincia de Minas Gerais en contra del Reino de Portugal, aprovechando para ello una revuelta popular contra los tributos instaurados por las autoridades coloniales.

## Antecedentes
En el Brasil colonial de fines del siglo XVIII, pese a la fuerte censura establecida por las autoridades portuguesas, era conocido el éxito de la sublevación ocurrida en las Trece Colonias británicas de América del Norte, que habían dado lugar a los Estados Unidos. También se habían difundido entre las élites brasileras las ideas de la Ilustración y sus principios de libertad y democracia, así como de gobierno representativo, contrapuesto al absolutismo practicado en Portugal y sus colonias. 
Tales ideas hallaron un terreno fértil en la provincia brasilera de Minas Gerais, dedicada a la extracción de oro y donde se había formado una poderosa élite nativa de la región que recibió con agrado las tesis de la Ilustración, debido a su descontento con la administración colonial portuguesa que exigía a toda la provincia de Minas Gerais el pago de un monto equivalente al 20% de la producción de oro (el llamado "quinto real") de manera colectiva, del mismo modo que impedía la construcción de caminos y la instalación de imprentas para mantener a la provincia en el mayor aislamiento posible. Para esa fecha la economía de Portugal dependía fuertemente de la minería de oro establecida en Brasil, especialmente en Minas Gerais, y se había establecido un sólido núcleo de burócratas portugueses tanto civiles como militares para mantener bajo el mayor control posible la extracción aurífera
Cuando a fines del siglo XVIII los productores mineros de Minas Gerais tuvieron dificultades en sostener el ritmo elevado de producción de oro, la monarquía portuguesa impuso un nuevo tributo, llamado derrama, por el cual los principales terratenientes y mineros deberían abonar, a título personal, el monto faltante de oro en el "quinto real" abonado por la provincia de Minas Gerais a la metrópoli, como consecuencia de cantidades de oro declaradas a las autoridades pero nunca entregadas a ésta por mineros clandestinos. Esto exaltó las ansias de la élite mineira que rechazaba el aumento de tributos para un lejano gobierno donde no tenían representación, por lo cual importantes terratenientes y mineros de la región empezaron a formar planes para una revuelta masiva que proclamase la independencia de Minas Gerais forjando un núcleo amplio de conspiradores. Para entonces no existía aún una "identidad nacional brasilera", por lo cual los planes de los conspiradores mineiros se limitaban sólo a obtener la independencia de la propia Minas Gerais.
No obstante, los planes de revuelta eran dificultados por cuanto los conspiradores carecían de un programa unificado, dividiéndose en monárquicos y republicanos, algunos estaban a favor de abolir la esclavitud y otros en contra por poseer riquezas que dependían de la mano de obra esclava; unos favorecían la explotación del algodón y el hierro para que la economía de Minas Gerais no dependiera solamente del oro, y por sobre todo faltaba un líder general de la conspiración. Aun así, la "Conspiración Minera" no sólo atrajo a terratenientes y mineros, sino a oficiales del ejército portugués, intelectuales y clérigos, así como comerciantes, artesanos y operarios.

## Descubrimiento del complot
La conspiración estaba planificada para estallar en cuanto el gobernador portugués, el Visconde de Barbacena, proclamase oficialmente la vigencia de la derrama, fecha cuando los conspiradores proyectaban aprovechar el descontento para iniciar su revuelta. No obstante, en junio de 1789 la conspiración fue denunciada por uno de sus integrantes, el rico comerciante Joaquim Silvério dos Reis (1756-1792), quien aceptó delatar los hechos a las autoridades portuguesas a cambio que le fueran perdonadas sus deudas con la Corona. Las acusaciones causaron una serie de arrestos contra personajes de la élite de Minas Gerais, incluyendo grandes terratenientes y comerciantes, acusados del grave crimen de inconfidência (término jurídico portugués de la época, que significaba deslealtad al rey) y presos de lesa majestad remitiéndose por tanto a todos los acusados a Río de Janeiro bajo severa escolta de soldados.
Casi la totalidad de los procesados negaron su participación en la conspiración, a excepción del dentista y oficial militar Joaquim José da Silva Xavier, que asumió la plena responsabilidad de la revuelta proyectada, ante la negativa de sus demás compañeros de aceptar culpa alguna en el movimiento independentista ya descubierto. El proceso y prisión de los conspiradores duró hasta 1792, siendo que la mayoría de ellos evitaron las condenas gracias a su posición social, influencias ante la corte de Lisboa, o para evitar un escándalo público. 
Finalmente en Río de Janeiro se dictó la sentencia final el 18 de abril de 1792, donde se condenaba a muerte por descuartizamiento y decapitación a doce conspiradores. No obstante, al día siguiente se leyó un decreto adicional llegado desde Portugal, donde todos los condenados a muerte tenían conmutada su pena por la de destierro perpetuo en la colonia portuguesa de Mozambique, excepto quienes hubieran sido juzgados "bajo circunstancias agravantes". Ello causó que la única excepción a esta conmutación fuera el dentista Tiradentes, el único de los condenados que carecía de riqueza o influencias en la administración colonial que pudieran salvarlo, y que además se había reconocido como responsable de la sublevación.
Tiradentes fue ejecutado el 21 de abril de 1792 en Río de janeiro, partes de su cuerpo descuartizado fueron llevadas a Vila Rica, Minas Gerais, para que sirvieran como advertencia y escarmiento a la población.